# Sarah El Haïry
Sarah El Haïry (* 16. März 1989 in Romorantin-Lanthenay) ist eine französische Politikerin der Demokratischen Bewegung (MoDem). Sie war von 2020 bis 2022 Staatssekretärin für Jugend im Ministerium für nationale Bildung in den Regierungen der Premierminister Jean Castex und Élisabeth Borne (seit 2022). Zuvor war sie von 2017 bis 2020 Mitglied der französischen Nationalversammlung und vertrat den  fünften Wahlkreis des Départements Loire-Atlantique.

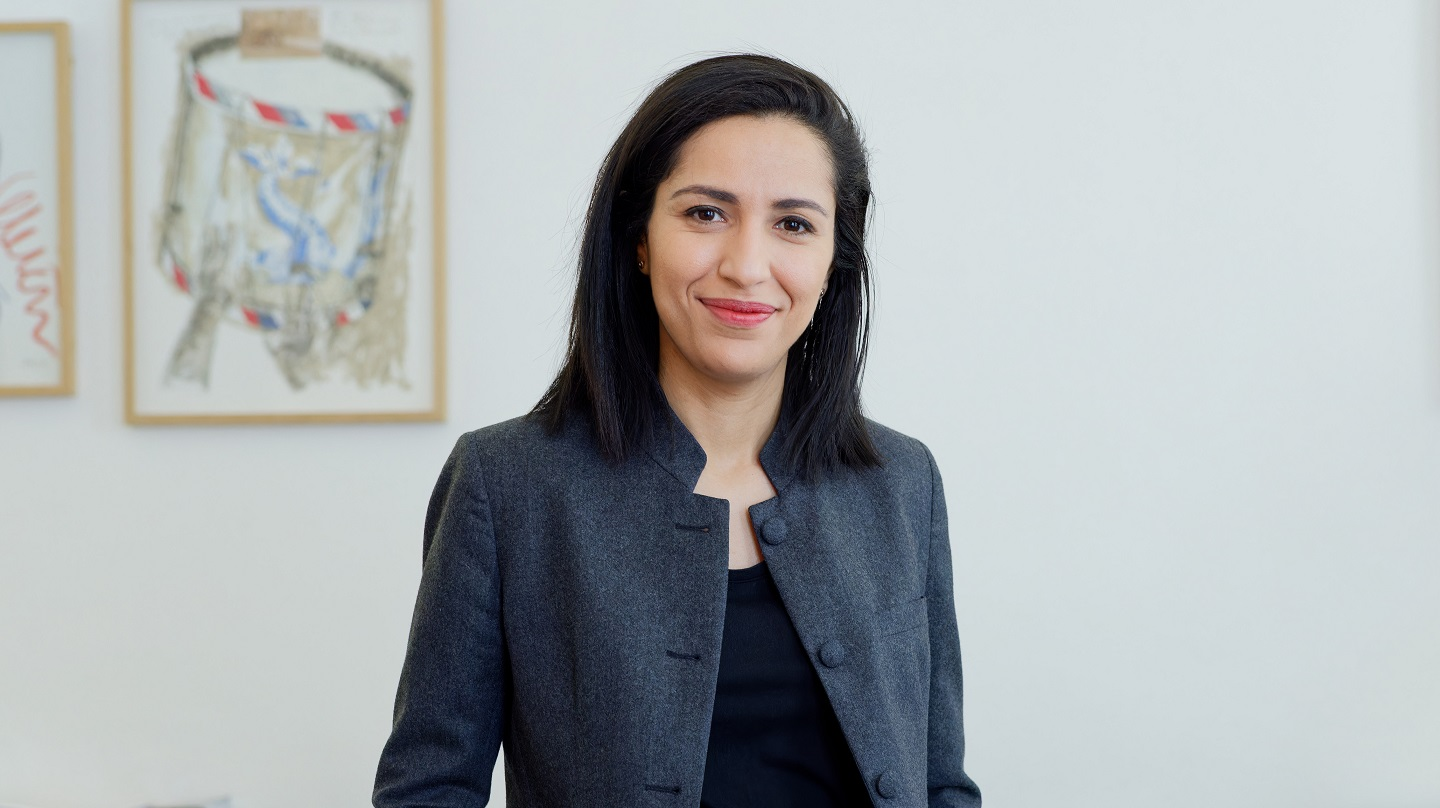
Sarah El-Haïry (2023)

## Privates und Ausbildung
El Haïry wurde als Tochter französisch-marokkanischer Eltern geboren, besuchte die Schule in Metz und absolvierte das Gymnasium Lycée Lyautey in Casablanca in Marokko.
Sie studierte von 2007 bis 2010 Rechtswissenschaften in Nantes und war in der Zeit von Juli 2010 bis Oktober 2010 Mitarbeiterin eines Ministerbüros in Quebec, Kanada. Dort war sie verantwortlich für öffentlich-private Partnerschaften zur Förderung einer nachhaltigen Entwicklung im Büro des Tourismusministers.
Als erstes Kabinettsmitglied hat sich das Regierungsmitglied in einem Interview mit „Forbes“ beiläufig als lesbisch geoutet.

## Politische Karriere
El Haïry war zunächst in der Union für eine Volksbewegung (UMP) aktiv und schloss sich 2014 schließlich der Demokratischen Bewegung (MoDem) an.
Im Parlament war El Haïry von 2017 bis 2020 Mitglied des Finanzausschusses und von 2018 bis 2019 Mitglied des Rechtsausschusses. In dieser Funktion war sie Berichterstatterin des Parlaments für einen Gesetzentwurf von 2018 zur Verbesserung der finanziellen Situation von Vereinen und Verbänden und verfasste 2019 einen Bericht über Philanthropie in Frankreich. Zusätzlich zu ihren Ausschussaufgaben war sie Teil der französisch-zypriotischen parlamentarischen Freundschaftsgruppe.
Seit Februar 2018 fungiert El Haïry neben Jean-Noël Barrot als Sprecherin der MoDem.
Im Juli 2020 wurde El Haïry zur Staatssekretärin für Jugend des Ministers für nationale Bildung, Jugend und Sport Jean-Michel Blanquer ernannt.

## Politische Positionen
El Haïry lehnte das Projekt Aéroport du Grand Ouest ab.